# Liam Henderson (Fußballspieler, 1996)
Liam Henderson (* 25. April 1996 in Livingston) ist ein schottischer Fußballspieler.

## Karriere

### Verein
Liam Henderson begann seine Karriere in der Jugend von Heart of Midlothian. Für den Verein aus Edinburgh spielte Henderson bis zum Jahr 2008, bevor er in die Youth Academy von Celtic Glasgow kam. Für die Bhoys spielte der Mittelfeldspieler ab der Spielzeit 2013/14 in der UEFA Youth League. Sein Debüt bei den Profis gab Henderson im Alter von 17 Jahren unter Teammanager Neil Lennon im Dezember 2013 gegen den FC Motherwell, als er in der 84. Spielminute für Scott Brown eingewechselt wurde. Im Januar 2014 verlängerte er seinen Vertrag bei Celtic um drei weitere Jahre.
Im März 2015 wechselte Henderson für drei Monate auf Leihbasis zum norwegischen Rekordmeister Rosenborg Trondheim. Im August 2015 folgte für Henderson eine weitere Leihe zum schottischen Zweitligisten Hibernian Edinburgh. Mit den Hibs gewann Henderson den schottischen Pokal im Finale gegen die Glasgow Rangers. In der Mannschaft von Alan Stubbs war er zudem Stammspieler.
Nach seiner Rückkehr zu Celtic Glasgow bestritt Henderson in anderthalb Jahren nur elf weitere Ligapartien und wechselte im Januar 2018 zum italienischen Zweitligisten FC Bari 1908 in die Serie B. Im selben Jahr wechselte er zu Hellas Verona, von wo er nach zwei Jahren zum FC Empoli verliehen wurde, bevor er zu Beginn der Saison 2020/21 zur US Lecce wechselte.
In der Saison 2023/24 spielte Henderson leihweise für den FC Palermo in der Serie B.

### Nationalmannschaft
Liam Henderson spielt seit der U-15 für die schottischen Juniorennationalmannschaften. Im Jahr 2011 zunächst in der U-15 aktiv, kam Henderson in den folgenden zwei Jahren auch in der U-16, U-17 und U-19 zu Einsätzen. Im November 2015 debütierte Henderson in der U-21.

## Erfolge
mit Celtic Glasgow:
- Schottischer Meister: 2014, 2017
- Schottischer Pokalsieger: 2017
- Schottischer Ligapokal: 2015, 2017, 2018

mit Rosenborg Trondheim
- Norwegischer Meister: 2015
- Norwegischer Pokalsieger: 2015

mit Hibernian Edinburgh
- Schottischer Pokalsieger: 2016